# Opactwo św. Bartłomieja w Heidelbergu

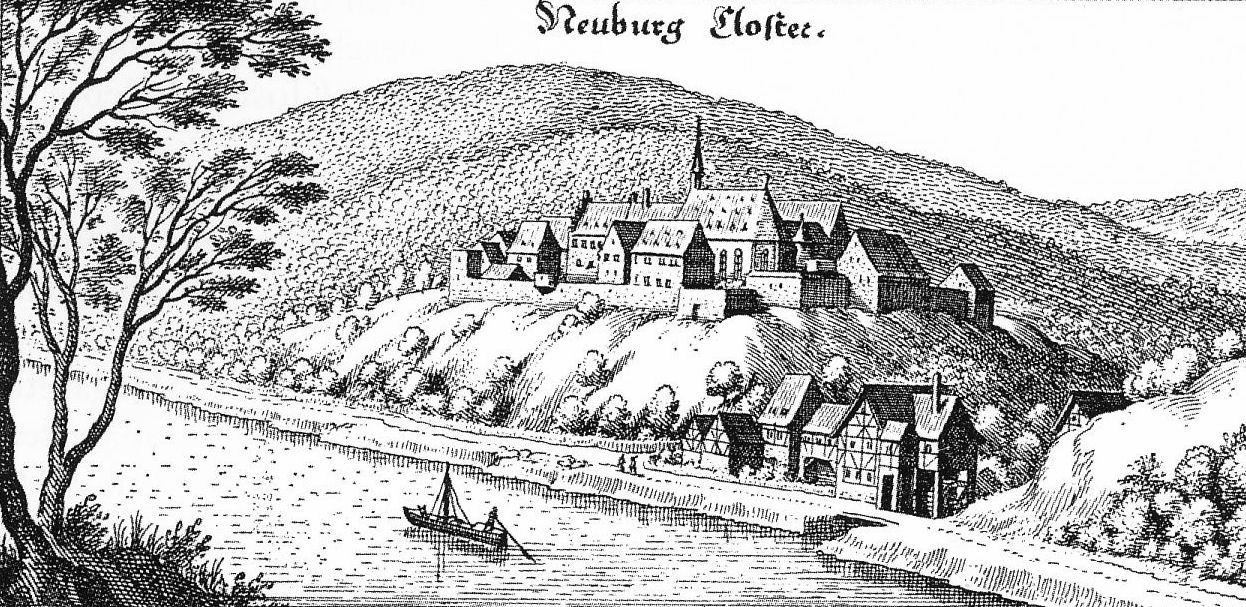
Budynki klasztorne w 1645 r.

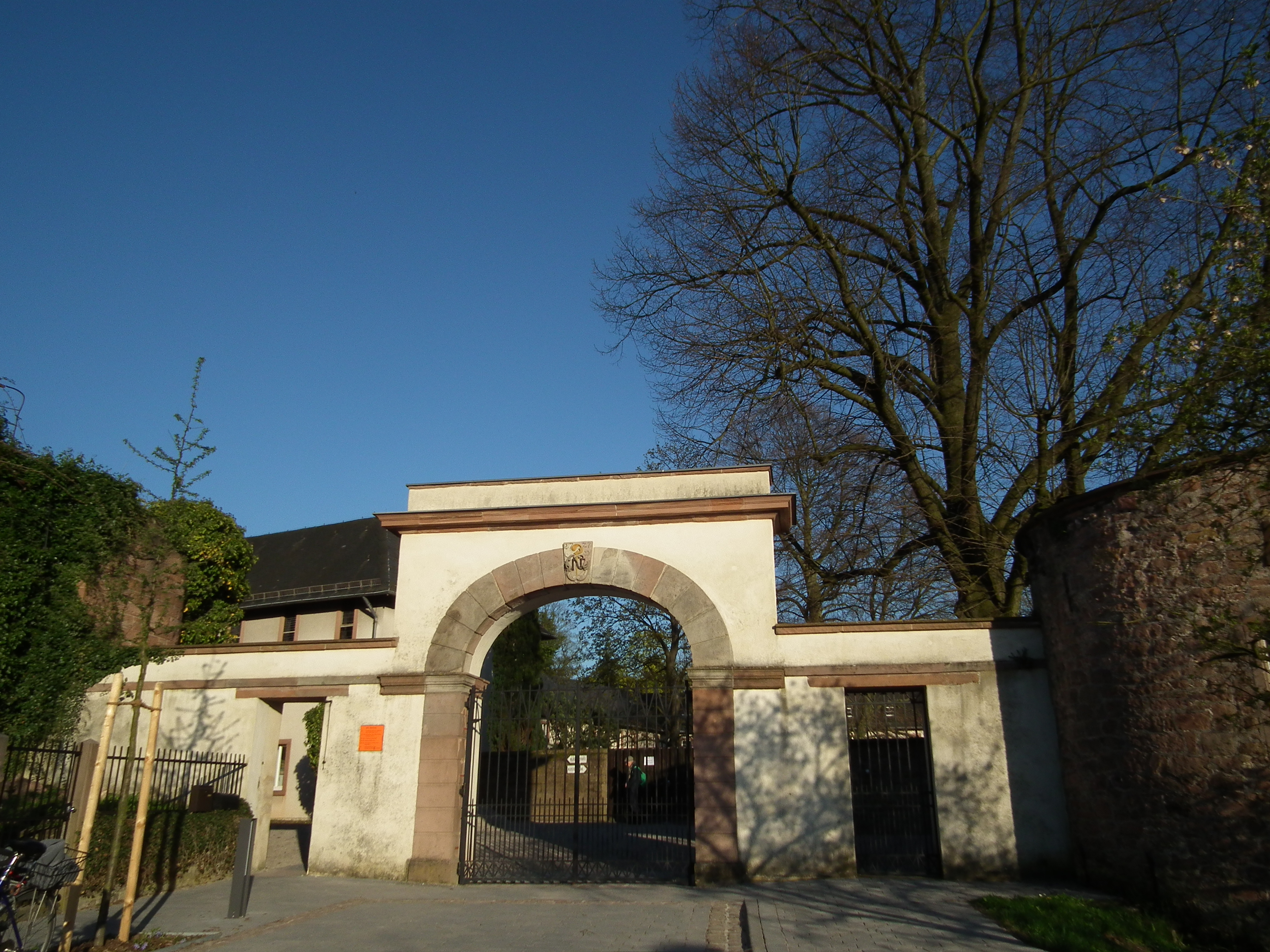
Brama wjazdowa do opactwa

Opactwo św. Bartłomieja w Heidelbergu (niem. Abtei vom heiligen Bartholomäus bei Heidelberg), znane też jako „opactwo neuburskie” (niem. Abtei Neuburg), „klasztor neuburski” (niem. Kloster Neuburg), a najczęściej określane jako „fundacja neuburska” (Stift Neuburg) – klasztor benedyktyński nad Neckarem w Odenwaldzie położony między osiedlami Neuenheim i Ziegelhausen w Heidelbergu, w południowo-zachodnich Niemczech, podlegający arcyopactwu św. Marcina w Beuron.
W 1130 r. na wzgórzu w miejscu fortecy określanej jako „Nowy Zamek” (niem. Neuburg) powołano trzecią w bezpośrednim otoczeniu Heidelbergu (po dwóch starszych klasztorach na górze Heiligenberg) placówkę benedyktyńską pod wezwaniem apostoła Bartłomieja podlegającą opactwu w Lorsch. Mimo wsparcia papieskiego klasztor się nie rozwijał – w 1173 r. mieszkał w nim jeden ksiądz i czterech braci. W 1195 r. ośrodek przejęły benedyktynki z inicjatywy hrabiego palatyna reńskiego Konrada i jego żony Irmingardy. W 1232 r. opiekę nad klasztorem przejęło biskupstwo Moguncji, a następnie biskupstwo Wormacji. Na początku XIV wieku zmieniono regułę klasztoru na cysterską i podporządkowano go opactwu z Schönau. W 1460 r. powrócono do reguły benedyktyńskiej.
Kres umiarkowanie dobrze rozwijającemu się klasztorowi przyniosła konwersja książąt palatynów na luteranizm, a następnie kalwinizm. Po śmierci przeoryszy Brygidy von Pfalz-Simmern w 1562 r. nie wybrano jej następczyni, choć jeszcze co najmniej 10 lat w budynkach klasztornych mieszkały zakonnice. W 1598 r. w budynkach klasztornych książę elektor palatyński Fryderyk IV powołał fundację neuburską jako wiejską rezydencję dla swojej żony Luizy Juliany. W latach 1622–1631, gdy Palatynat Reński był pod kontrolą katolickiej Bawarii, budynki klasztorne zajmowali jezuici. W latach 1671–1681 funkcjonował w nich ośrodek dla dobrze urodzonych dziewcząt.
W 1685 r. tron książąt palatynów reńskich przejęła katolicka gałąź linii palatyńskiej dynastii Wittelsbachów. W 1706 r. budynki klasztoru przejęli jezuici, którzy odnowili budynki. W tym czasie po raz pierwszy starania o odzyskanie klasztoru podjęli benedyktyni. W 1773 r. zgodnie z decyzją papieską zakon jezuitów rozwiązano.
W 1825 r. budynki klasztorne nabyła rodzina Schlosserów z Frankfurtu, spokrewniona z Johannem Wolfgangiem von Goethe. Dzięki swoistej części oddawanej jednemu ze słynniejszych twórców niemieckiego romantyzmu przez następny wiek Neuburg odwiedzało wielu znanych artystów i filozofów niemieckich, jak Carl Maria von Weber, Johannes Brahms, Rudolf Steiner, Reiner Maria Rilke, czy Klaus Mann.
W 1926 r. ówczesny właściciel Neuburga przekazał budynki poklasztorne benedyktynom z Beuron, którzy po 730 latach wrócili do tego miejsca. W 1929 r. powołano pierwszego opata. W czasie rządów NSDAP zakonnicy protestowali przeciwko rasistowskiej polityce państwa, przez co spotkały ich szykany ze strony SA.
Po II wojnie światowej i w XXI wieku klasztor odnawiano. Obecnie zakonnicy oprócz klasztoru prowadzą gospodarstwo ekologiczne, browar, karczmę i sklep z ekologiczną żywnością. Malownicze położenie i oferta przyciągają w pogodne dni wielu turystów. W klasztorze odbywają się też regularnie koncerty muzyki klasycznej oraz festyny.